# Кацис, Антонис
Антонис Кацис (греч. Αντώνης Κατσής; 6 сентября 1989, Ларнака, Кипр) — кипрский футболист, защитник клуба «Отеллос Атениу». Сыграл один матч за сборную Кипра.

## Биография

### Клубная карьера
Уроженец Ларнаки, начинал карьеру в местном клубе «АЕК Ларнака». В дебютном сезоне 2006/07 сыграл за АЕК 4 матча, а всего провёл в клубе три сезона. В 2009 году Кацис подписал контракт со столичным клубом «Омония». В его составе провёл лишь 2 матча и забил 1 гол, но вместе с командой стал чемпионом Кипра в сезоне 2009/10. Следующие два сезона футболист провёл в арендах, выступая за «Эрмис» и «Алки». После ухода из «Омонии», продолжал выступал за команды высшей лиги, сменив в течение пяти сезонов 4 клуба: «Айя Напа» (два сезона с перерывом), «Этникос», «Неа Саламина» и АЕЗ. С 2017 года выступает во втором дивизионе.

### Карьера в сборной
В 2008-10 годах был игроком молодёжной сборной Кипра, в составе которой принимал участие в отборочном турнире молодёжного чемпионата Европы 2011.
За основную сборную Кипра Кацис провёл только один матч. 11 ноября 2011 года он вышел на замену на 69-й минуте товарищеского матча со сборной Шотландии.

## Достижения
«Омония» Никосия
- Чемпион Кипра: 2009/10